# جغرافیای یونان
یونان (به یونانی: Ελλάδα) (Hellas) کشوری در جنوب شرقی اروپا و جنوب شبه جزیره بالکان است. این کشور از شمال با آلبانی، مقدونیه شمالی و بلغارستان و از شرق با ترکیه دارای مرز مشترک زمینی است. سرزمین اصلی یونان در جنوب و شرق به وسیله دریای اژه احاطه شده و از غرب به دریای یونان نزدیک است. «یونان» نام فارسی این کشور است و این نام از ایونیا منطقه یونانی‌نشین آسیای صغیر گرفته شده است.
یونان در محل پیوند سه قاره آسیا، اروپا و آفریقا واقع شده است و میراث‌دار یونان باستان، امپراتوری بیزانس و نزدیک چهار سده سلطهٔ ترکان عثمانی (یونان عثمانی) است.

## توپوگرافی
یونان در جنوب اروپا واقع شده است و در مجاورت دریای ایونی و دریای مدیترانه بین آلبانی و ترکیه قرار دارد. این کشور شبه جزیره ای است و مجمع الجزایری در حدود ۳۰۰۰ جزیره دارد.
مساحت کل آن ۱۳۱۹۵۷ کیلومتر مربع (۵۰۹۴۹ مایل مربع) است که مساحت آن ۱۳۰۶۴۷ کیلومتر مربع و آبهای داخلی (دریاچه‌ها و رودخانه‌ها) ۱۳۱۰ کیلومتر مربع است. مرزهای زمینی با آلبانی (۲۱۲ کیلومتر)، مقدونیه شمالی (۲۳۴ کیلومتر)، بلغارستان (۴۷۲ کیلومتر) و ترکیه (۱۹۲ کیلومتر) در مجموع حدود ۱۱۱۰ کیلومتر است. از کل قلمرو کشور، ۸۳٫۳۳٪ یا ۱۱۰٬۴۹۶ کیلومتر مربع (۴۲٬۶۶۳ مایل مربع) سرزمین اصلی و بقیه ۱۶٫۶۷٪ یا ۲۱٬۴۶۱ کیلومتر مربع
۸۰ درصد یونان کوهستانی است. رشته‌کوه پیندوس در مرکز کشور در جهت شمال غربی به جنوب شرقی قرار دارد و حداکثر ارتفاع آن ۲۶۳۷ متر است. امتداد همان رشته کوه در سراسر پلوپونز و در زیر آب در سراسر دریای اژه امتداد می‌یابد و بسیاری از جزایر دریای اژه از جمله کرت را تشکیل می‌دهد و به رشته‌کوه توروس در جنوب ترکیه می‌پیوندد. یونان مرکزی و غربی شامل قله‌های مرتفع و شیب‌دار است که توسط دره‌های متعدد و دیگر مناظر کارستی تقاطع یافته‌اند، از جمله متئورا و دره‌های ویکوس - که دومی عمیق‌ترین دره جهان به نسبت عرض آن است و سومین عمیق‌ترین دره پس از دره مس در مکزیک و گراند کانیون در ایالات متحده، به صورت عمودی برای بیش از۱۱۰۰ متر فرومی‌رود

## تقسیمات کشوری
یونان حدود ۶۰۰۰ جزیره دارد که تنها ۲۲۷ مورد آن دارای سکنه است. مالک بسیاری از این جزایر افراد ثروتمند جهان هستند.
کشور یونان به ۱۳ ناحیه (به یونانی: Περιφέρειες، تلفظ: پـِریفِرئیـِس) تقسیم شده است. این ناحیه‌ها نیز به نوبه خود به ۵۴ شهرستان تقسیم شده‌اند.
نام ناحیه‌های یونان از این قرار است:
| 1. آتیک 2. یونان مرکزی 3. مقدوینه مرکزی 4. کرت 5. مقدونیه شرقی و تراکیه 6. اِپیروس 7. جزایر ایونی 8. اژه شمالی 9. پلِپونِز 10. اژه جنوبی 11. تسالی 12. یونان غربی 13. مقدونیه غربی |